# Мікал
Мікал (перс. ميكال) — село в Ірані, у дегестані Дейламан, у бахші Дейламан, шагрестані Сіяхкаль остану Ґілян. За даними перепису 2006 року, його населення становило 456 осіб, що проживали у складі 133 сімей.

## Клімат
Середня річна температура становить 11,30 °C, середня максимальна – 26,73 °C, а середня мінімальна – -5,85 °C. Середня річна кількість опадів – 427 мм.
| Клімат поселення                              | Клімат поселення | Клімат поселення | Клімат поселення | Клімат поселення | Клімат поселення | Клімат поселення | Клімат поселення | Клімат поселення | Клімат поселення | Клімат поселення | Клімат поселення | Клімат поселення | Клімат поселення |
| Показник                                      | Січ.             | Лют.             | Бер.             | Квіт.            | Трав.            | Черв.            | Лип.             | Серп.            | Вер.             | Жовт.            | Лист.            | Груд.            |                  |
| Середній максимум, °C                         | 6,50             | 7,58             | 10,50            | 16,48            | 20,57            | 24,99            | 26,33            | 26,73            | 24,06            | 19,42            | 13,06            | 8,13             |                  |
| Середня температура, °C                       | 0,31             | 1,41             | 4,33             | 10,30            | 14,42            | 18,80            | 21,05            | 21,46            | 18,77            | 14,13            | 7,77             | 2,86             |                  |
| Середній мінімум, °C                          | −5,85            | −4,78            | −1,85            | 4,12             | 8,23             | 12,63            | 15,77            | 16,17            | 13,49            | 8,84             | 2,49             | −2,43            |                  |
| Норма опадів, мм                              | 39               | 40               | 63               | 49               | 35               | 13               | 13               | 12               | 18               | 41               | 50               | 54               |                  |
| Середньомісячна швидкість вітру, м/с          | 2.02             | 2.58             | 2.87             | 3.12             | 2.61             | 2.33             | 2.29             | 2.05             | 1.96             | 1.96             | 2.09             | 2.02             |                  |
| Середньомісячна сонячна радіація, кДж/м²·день | 7646             | 10069            | 12489            | 16633            | 20642            | 23418            | 23635            | 20554            | 17270            | 12389            | 9314             | 7294             |                  |
| --------------------------------------------- | ---------------- | ---------------- | ---------------- | ---------------- | ---------------- | ---------------- | ---------------- | ---------------- | ---------------- | ---------------- | ---------------- | ---------------- | ---------------- |
| Джерело:                                      |                  |                  |                  |                  |                  |                  |                  |                  |                  |                  |                  |                  |                  |